# Darzowice

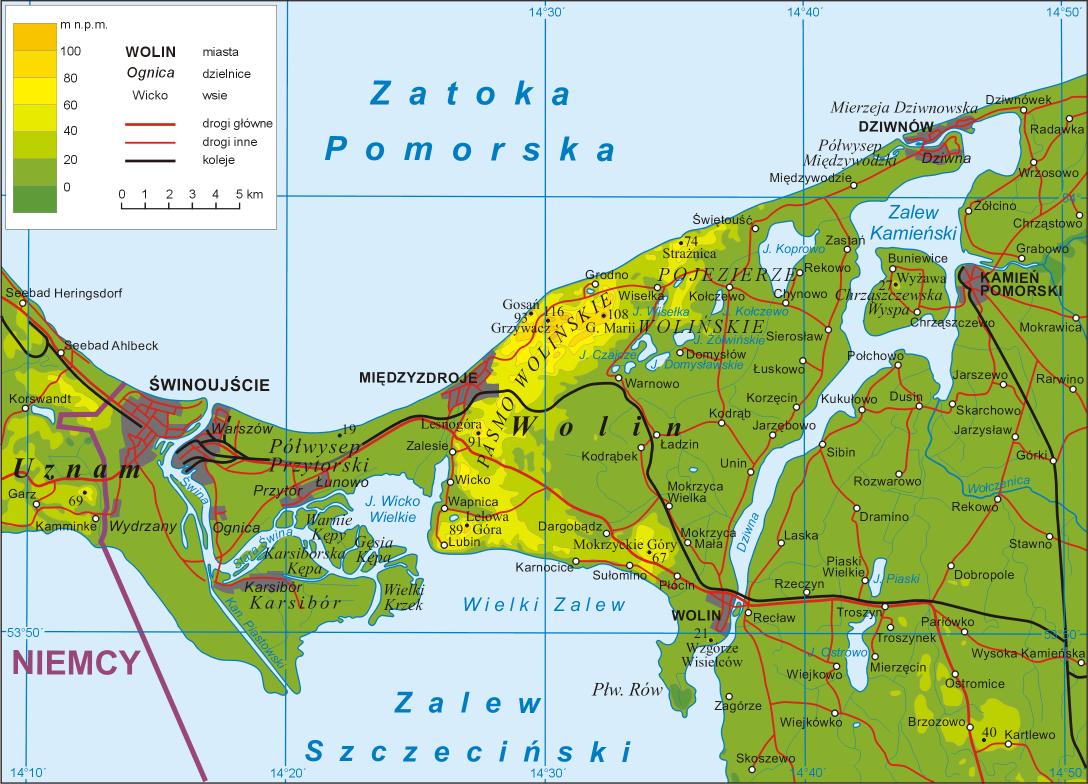
Mapa wyspy Wolin z zaznaczonymi Darzowicami

Darzowice dawniej Darszewice (niem. Darsewitz)– wieś w Polsce położona w województwie zachodniopomorskim, w powiecie kamieńskim, w gminie Wolin.

## Położenie
Wieś położona jest około 5 km od Wolina w kierunku północnym. 

## Historia
Za czasów Wolinian istniał w tym miejscu gród obronny. W miejscu wsi zachowały się ślady słowiańskiego grodziska.
W latach 1975–1998 miejscowość administracyjnie należała do województwa szczecińskiego.
- Wrota Wolina